# Laccophilus biguttatus
Laccophilus biguttatus är en skalbaggsart som beskrevs av Kirby 1837. Laccophilus biguttatus ingår i släktet Laccophilus och familjen dykare. Enligt den finländska rödlistan är arten nära hotad i Finland. Enligt den svenska rödlistan är arten nära hotad i Sverige. Arten förekommer i Götaland och Övre Norrland. Arten har tidigare förekommit i Nedre Norrland men är numera lokalt utdöd. Artens livsmiljö är näringsfattiga sjöar. Inga underarter finns listade i Catalogue of Life.